# THQ
THQ Inc., foi uma publicadora e desenvolvedora de vídeo games norte-americana. A empresa produziu jogos para todos os principais vídeo games do mercado, além de jogos para consoles portáteis, celulares e computador. A THQ desenvolveu jogos dos mais diversos gêneros, como puzzles, RPG, simulação, ação, esportes, estratégia, tiro, entre outros. A THQ criou, licenciou e adquiriu um grupo de marcas altamente reconhecidas.
A empresa possuiu diversos títulos em desenvolvimento para a nova geração de consoles e computadores pessoais, como Frontlines: Fuel of War, Saints Row, Destroy All Humans!, Company of Heroes, entre outros. A maioria das franquias de jogos licenciada à empresa vinha de um grande e significativo relacionamento com empresas como Disney/Pixar, Nickelodeon e WWE.

## Subsidiárias

### Desenvolvimento
| Nome                           | Localização               | Adquirido/estabelecido | alienado              | Destino                                                                                 |
| ------------------------------ | ------------------------- | ---------------------- | --------------------- | --------------------------------------------------------------------------------------- |
| Black Pearl Software           | Chicago                   | Junho de 1993          | —                     | Intenção de dissolução declarada em setembro de 1997; em dissolução em novembro de 2000 |
| Heliotrope Studios             | Guilford, Connecticut     | 2 de agosto de 1996    | Maio de 1998          | Dissolvido devido à aquisição da GameFX pela THQ                                        |
| GameFX                         | Arlington, Massachusetts  | 1 de maio de 1998      | —                     | Em dissolução em novembro de 2002                                                       |
| Locomotive Games               | Santa Clara, California   | 24 de maio de 1999     | 3 de novembro de 2008 | Renomeado de Pacific Coast Power & Light em abril de 2005; fechado pela THQ             |
| Heavy Iron Studios             | Los Angeles               | Setembro de 1999       | Março de 2009         | Desmembrado em uma empresa independente                                                 |
| Genetic Anomalies              | Lexington, Massachusetts  | 13 de dezembro de 1999 | —                     | —                                                                                       |
| Volition                       | Champaign, Illinois       | 31 de agosto de 2000   | 23 de janeiro de 2013 | Vendido para Deep Silver como parte do processo de falência da THQ                      |
| Helixe                         | Burlington, Massachusetts | Julho de 2000          | 3 de novembro de 2008 | Fechado pela THQ                                                                        |
| Cedar Ridge Construction       | Grass Valley, California  | Maio de 2001           | 2001                  | Incorporada à Pacific Coast Power & Light                                               |
| THQ Digital Studios Phoenix    | Phoenix, Arizona          | 21 de dezembro de 2001 | 9 de agosto de 2011   | Renomeado de Rainbow Studios em fevereiro de 2010; fechado pela THQ                     |
| Sandblast Games                | Kirkland, Washington      | Fevereiro de 2002      | 3 de novembro de 2008 | Anteriormente chamado de Cranky Pants Games; fechado pela THQ                           |
| Outrage Games                  | Ann Arbor, Michigan       | Março de 2002          | 30 de junho de 2003   | Fechado por THQ                                                                         |
| THQ Studio Australia           | Brisbane                  | 2003                   | 9 de agosto de 2011   | Fechado por THQ                                                                         |
| Relic Entertainment            | Vancouver                 | Abril de 2004          | 23 de janeiro de 2013 | Vendido para Sega como parte do processo de falência da THQ                             |
| Concrete Games                 | San Diego                 | 30 de setembro de 2004 | 23 de janeiro de 2008 | Fechado pela THQ                                                                        |
| Blue Tongue Entertainment      | Melbourne                 | 17 de novembro de 2004 | 9 de agosto de 2011   | Fechado pela THQ                                                                        |
| Kaos Studios                   | New York City             | 3 de fevereiro de 2006 | 13 de junho de 2011   | Fechado pela THQ                                                                        |
| THQ Digital Studios Warrington | Warrington                | 6 de março de 2006     | 13 de junho de 2011   | Renomeado de Juice Games em fevereiro de 2010; fechado pela THQ                         |
| Vigil Games                    | Austin, Texas             | 17 de março de 2006    | 23 de janeiro de 2013 | Fechado como parte do processo de falência da THQ                                       |
| Incinerator Studios            | Carlsbad, California      | 18 de julho de 2006    | Março de 2009         | Desmembrado em uma empresa independente                                                 |
| Paradigm Entertainment         | Dallas                    | 25 de julho de 2006    | 3 de novembro de 2008 | Fechado pela THQ                                                                        |
| Mass Media Games               | Moorpark, California      | 2 de fevereiro de 2007 | 3 de novembro de 2008 | Fechado pela THQ                                                                        |
| Big Huge Games                 | Timonium, Maryland        | 18 de janeiro de 2008  | 27 de maio de 2009    | Vendido a 38 Studios                                                                    |
| Universomo                     | Tampere                   | Maio de 2007           | 2 de março de 2010    | Fechado pela THQ                                                                        |
| THQ San Diego                  | San Diego                 | 12 de agosto de 2009   | 4 de junho de 2012    | Anteriormente conhecido como Midway San Diego; fechado pela THQ                         |
| THQ Montreal                   | Montreal                  | 19 de outubro de 2010  | 23 de janeiro de 2013 | Vendido a Ubisoft como parte do processo de falência da THQ                             |

### Publicação
| Nome                             | Localização        | Adquirido/estabelecido | alienado               | Destino                                   |
| -------------------------------- | ------------------ | ---------------------- | ---------------------- | ----------------------------------------- |
| THQ Entertainment                | Kaarst             | 2 de dezembro de 1998  | —                      | Renomeado de Rushware em dezembro de 2000 |
| THQ Wireless                     | —                  | Maio de 2001           | 8 de fevereiro de 2011 | Vendido a 24MAS                           |
| ValuSoft                         | Waconia, Minnesota | 1 de julho de 2002     | 25 de abril de 2012    | Vendido para Cosmi Corporation            |
| XDG (External Development Group) | —                  | Março de 2006          | —                      | —                                         |
| Elephant Entertainment           | Minneapolis        | 1 de abril de 2008     | —                      | —                                         |